# Sveřep
Sveřep (Bromus), lidově také sveřepec, je rod trav, tedy z čeledi lipnicovitých (Poaceae). Jedná se o jednoleté nebo vytrvalé byliny. Jsou výběžkaté nebo trsnaté nebo poléhavé. Stébla dorůstají výšek 3-190 cm. Listy jsou ploché nebo vzácněji i svinuté (podvinuté či nadvinuté), úzké nebo široké (1-15 mm), na vnější straně listu se při bázi nachází jazýček. Květy jsou v kláscích, které tvoří latu, vzácně pouze jednoduchý hrozen. Klásky jsou zboku smáčklé, většinou vícekvěté (3-30 květů), jen výjimečně obsahují pouze 1-2 květy. Na bázi klásku jsou 2 plevy, které jsou zpravidla nestejné, vzácněji téměř stejné, bez osin. Pluchy jsou na vrcholu vykrojené a dvoulaločné, vzácněji nevykrojené, osinaté nebo bez osin. Plušky jsou dvoukýlné, bez osin. Plodem je obilka. Celkově je známo asi 150 druhů, které najdeme od mírného pásu severní polokoule až po hory v tropech, také v Jižní Americe, často i adventivně.

## Taxonomická poznámka
Někteří autoři[kdo?] rod Bromus dělí na několik menších rodů. Jednoleté druhy, s plevami 1-3 žilnými a s osinami mnohem delšími než plucha řadí do rodu Anisantha C. Koch, česky sveřepovec (Bromus sterilis, Bromus tectorum). Vytrvalé, s plevami 1-3 žilnými a s osinami kratšími než plucha řadí do rodu Bromopsis (Dum.) Four., česky kostřavice (Bromus benekenii, B. ramosus, B. inermis, B. erectus). Druhy s plevami 3-9 žilnými do rodu Bromus L., česky sveřep (většina ostatních u nás rostoucích druhů). Dále rod Ceratochloa DC. et P.B., česky sveřepovka, která se od sveřepů liší ostře kýlnatou pluchou a sploštělými klásky. Z tohoto rodu jsou v Česku jen vzácně zavlékané či pěstované druhy jako Bromus carinatus. V tomto článku je popisován rod Bromus v širokém slova smyslu, včetně výše uvedených menších rodů.

## Druhy rostoucí v Česku
V Česku můžeme ve volné přírodě potkat asi 14 druhů z rodu sveřep, další druhy byly nalezeny jako výjimečně zavlečené. Velmi dlouhé osiny mají 2 jednoleté druhy, které jsou časté na ruderálních místech teplejších oblastí, hlavně při železnici, jsou to sveřep jalový (Bromus sterilis, syn. Anisantha sterilis) a sveřep střešní (Bromus tectorum, syn. Anisantha tectorum). V listnatých lesích na úživnějším podkladu roste hojně sveřep Benekenův (Bromus benekenii, syn. Bromopsis benekenii). Na obdobných místech, ale mnohem vzácněji, roste příbuzný sveřep větevnatý (Bromus ramosus, syn. Bromopsis ramosa). Sveřep bezbranný (Bromus inermis, syn. Bromopsis inermis) je hojný druh vysokých ruderálních trávníků, nápadný je absencí osin (nebo jsou osiny velmi krátké). Sveřep vzpřímený (Bromus erectus, syn. Bromopsis erecta) je druh suchých trávníků. Sveřep měkký (Bromus hordeaceus, syn. Bromus mollis) je druhem kulturních luk, častý také v trávnících ve městech. Blízce příbuzný sveřep ladný (Bromus lepidus) se do Česka šíří v poslední době ze S a Z Evropy. Kdysi hojným polním plevelem býval sveřep stoklasa (Bromus secalinus, L.), dnes je velmi vzácný a kriticky ohrožený druh-C1. Také sveřep rolní (Bromus arvensis) v posledních desetiletích silně ustoupil a patří mezi C1-kriticky ohrožené druhy. Stejný stupeň ohrožení (C1) má sveřep hroznatý (Bromus racemosus), jedná se o druh vlhkých luk. Naopak druhem suchých míst je sveřep luční (Bromus commutatus), který patří mezi silně ohrožené druhy-C2. O něco hojnější je sveřep japonský (Bromus japonicus), také druh suchých stanovišť teplejších oblastí. Sveřep kostrbatý (Bromus squarrosus) je kriticky ohrožený druh C1, který najdeme přirozeně jen na J Moravě, v NP Podyjí. Další druhy, které byly nalezeny jen výjimečně zavlečené, jsou uvedeny v jen v seznamu.